# District de Laufon
Le district de Laufon, appelé aussi le Laufonnais, en allemand Laufental ou Bezirk Laufen, est un des cinq districts du canton de Bâle-Campagne. Il compte 20 750 habitants pour une superficie de 89,56 km2. Le chef-lieu est Laufon.

## Histoire
Le Laufonnais a longtemps relevé de l'évêché de Bâle et a été un territoire français de 1794 à 1814. Puis il a fait partie de 1815 à 1994 du canton de Berne. En 1846, le district de Laufon est créé.

### Le district de Laufon et la création du canton du Jura
Lors du processus menant à l'indépendance du canton du Jura, qui s'est séparé du canton de Berne en 1978, les habitants du Laufonnais choisissent de ne pas rejoindre le nouveau canton et le district devient une enclave. Le 23 juin 1974, les Laufonnais, germanophones, rejettent en effet par 4 119 non contre 1 433 contre la création du nouveau canton, francophone. Cette décision est confirmée au cours d'un second référendum, organisé le 14 septembre 1975 au cours duquel les citoyens confirment, par 4 216 voix contre 264, ne pas vouloir rejoindre le canton du Jura. À la suite de ce référendum, la Commission de district, qui comprend des représentants des communes et des trois principaux partis politiques et qui a été mise sur pied après le premier référendum, demande une autonomie accrue pour le Laufonnais au sein du canton de Berne.
Le 4 avril 1976, les citoyens du Laufonnais élisent pour la première fois de manière directe les vingt-six membres de la Commission de district, qui comprend désormais douze démocrates-chrétiens, huit radicaux, deux socialistes, deux personnes hors partis et deux représentants de mouvements locaux. La Commission, élue pour six ans, a pour mission de travailler sur l'avenir du district en examinant à la fois un statut spécial au sein du canton de Berne et un rattachement à l'un des trois cantons de Bâle-Campagne, Bâle-Ville ou Soleure. Il s'agit de la première représentation de district élue par le peuple en Suisse.
Dans un premier temps, seul le canton de Bâle-Ville se montre réellement intéressé à accueillir le district de Laufon. C'est la position de Bâle-Ville qui pousse les deux autres cantons à se déclarer également en faveur d'un rattachement du district, Bâle-Campagne parce que le conseil d'État craint qu'une union du Laufonnais avec Bâle-Ville ne remette sur la table la question d'une fusion des deux Bâle et Soleure parce que le canton a peur que cela conduise ensuite ses propres enclaves, situées à la frontière française, à vouloir changer de canton.
À la suite des discussions avec les différents cantons, la Commission de district décide de soumettre la question au corps électoral. Pour ce faire, elle lance une l'initiative populaire posant la question suivante « Voulez-vous engager la procédure de rattachement du district de Laufon à un canton voisin ? » et qui est déposée le 18 novembre 1977 avec 4 960 signatures, soit 61,3 % du corps électoral de Laufon. L'initiative est validée par le Grand Conseil bernois le 6 février 1978 par 141 voix, sans opposition. Les Laufonnais acceptent l'initiative le 18 juin 1978. Pendant la campagne, le Parti démocrate-chrétien soutien l'initiative, tandis que le Parti socialiste laisse la liberté de vote et que le Parti radical-démocratique y est opposé. Le Parti des paysans, artisans et bourgeois, l'un des ancêtres de l'UDC, n'est alors pas présent dans le district.  
| Question                                                                                        | Pour  | Pour  | Contre | Contre | Invalide/ blanc | Total | Inscrits | Partici- pation | Résultat |
| Question                                                                                        | Votes | %     | Votes  | %      | Invalide/ blanc | Total | Inscrits | Partici- pation | Résultat |
| ----------------------------------------------------------------------------------------------- | ----- | ----- | ------ | ------ | --------------- | ----- | -------- | --------------- | -------- |
| « Voulez-vous engager la procédure de rattachement du district de Laufon à un canton voisin ? » | 4 164 | 65,08 | 2 234  | 34,92  | ?               | ?     | ?        | 79%             | Acceptée |
| Source : Journal de Genève                                                                      |       |       |        |        |                 |       |          |                 |          |

En 1979, lorsque la création du canton du Jura devient effective, la commune de Roggenburg, qui faisait partie du district de Delémont, mais qui a fait le choix de rester bernoise, est rattachée au district de Laufon.  

### Bâle-Campagne, Bâle-Ville ou Soleure?
Les Laufonnais peuvent ensuite choisir lequel des cantons de Bâle-Ville, Bâle-Campagne et Soleure ils souhaitent rejoindre. Le district n'a pas de frontière commune avec Bâle-Ville, mais a des liens économiques forts avec la ville, dans laquelle travaillent 1 000 des 14 000 habitants. Le canton de Bâle-Campagne a l'avantage d'avoir une frontière commune et de comprendre une partie importante de la métropole bâloise. Enfin, le canton de Soleure est majoritairement catholique, comme le Laufonnais et c'est également avec ce canton que les frontières communes sont les plus importantes.  
Le 13 janvier 1980, les Laufonnais éliminent le demi-canton de Bâle-Ville, jugé trop lointain et trop urbain, de leur choix,. 
| Question                                                                                     | Bâle-Campagne | Bâle-Campagne | Bâle-Campagne | Bâle-Campagne | Soleure | Soleure | Soleure | Soleure | Bâle-Ville | Bâle-Ville | Bâle-Ville | Bâle-Ville | Partici- pation |
| Question                                                                                     | Pour          | Pour          | Contre        | Contre        | Pour    | Pour    | Contre  | Contre  | Pour       | Pour       | Contre     | Contre     | Partici- pation |
| Question                                                                                     | Votes         | %             | Votes         | %             | Votes   | %       | Votes   | %       | Votes      | %          | Votes      | %          | Partici- pation |
| -------------------------------------------------------------------------------------------- | ------------- | ------------- | ------------- | ------------- | ------- | ------- | ------- | ------- | ---------- | ---------- | ---------- | ---------- | --------------- |
| « Avec quel canton le district de Laufon devrait-il ouvrir une procédure de rattachement ? » | 3 167         | 51,5          | 2 983         | 48,5          | 1 999   | 32,51   | 2 075   | 67,49   | 983        | 15,99      | 5 161      | 84,01      | 75,5 %          |

Le 16 mars 1980, les Laufonnais décident de commencer les négociations avec Bâle-Campagne par 64,65 % (4 233 voix) contre 35,35 % (2 315 voix) pour Soleure. Le canton de Soleure, voisin du canton de Berne, s'est peu impliqué dans la campagne. 
| Question                                                                                     | Bâle-Campagne | Bâle-Campagne | Bâle-Campagne | Bâle-Campagne | Soleure | Soleure | Soleure | Soleure | Partici- pation |
| Question                                                                                     | Pour          | Pour          | Contre        | Contre        | Pour    | Pour    | Contre  | Contre  | Partici- pation |
| Question                                                                                     | Votes         | %             | Votes         | %             | Votes   | %       | Votes   | %       | Partici- pation |
| -------------------------------------------------------------------------------------------- | ------------- | ------------- | ------------- | ------------- | ------- | ------- | ------- | ------- | --------------- |
| « Avec quel canton le district de Laufon devrait-il ouvrir une procédure de rattachement ? » | 4 233         | 64,65         | 2 279         | 35,35         | 2 315   | 35,35   | 4 299   | 64,65   | 78 %            |

Le vote pour le rattachement à Bâle-Campagne a donc lieu le 11 septembre 1983, après de longues négociations entre la Commission de district et le conseil d'État bâlois qui aboutissent à la rédaction d'un traité d'annexion comptant 111 articles. Par 56,68 % (4 675 voix) contre 43,32 % (3 575 voix), les Laufonnais préfèrent rester dans le canton de Berne. La participation atteint 93 %. 
| Question                                                                              | Pour  | Pour  | Contre | Contre | Invalide/ blanc | Total | Inscrits | Partici- pation | Résultat |
| Question                                                                              | Votes | %     | Votes  | %      | Invalide/ blanc | Total | Inscrits | Partici- pation | Résultat |
| ------------------------------------------------------------------------------------- | ----- | ----- | ------ | ------ | --------------- | ----- | -------- | --------------- | -------- |
| « Souhaitez-vous que le district de Laufon se rattache au canton de Bâle-Campagne ? » | 3 575 | 43,32 | 4 675  | 56,68  | ?               | ?     | ?        | 93%             | Rejetée  |
| Source : Chronologie jurassienne                                                      |       |       |        |        |                 |       |          |                 |          |

Contrairement à ce qui s'est passé dans le Jura bernois, les pro-bernois du Laufon ne font pas appel pendant la campagne à des liens identitaires avec le canton de Berne, mais affirment que le canton peut parfaitement se développer en tant que région autonome bernoise. À l'issue du scrutin, le Mouvement laufonnais, pro-bâlois, affirme vouloir continuer à militer pour un rattachement au canton de Bâle-Campagne. 

### Répétition du référendum de 1983
En 1985, après la révélation de « l'Affaire des caisses noires bernoises » au cours de laquelle il apparaît que le canton de Berne a financé les campagnes référendaires des mouvements probernois, Jürg Schärer dépose au Grand Conseil bernois une motion pour l'organisation d'un nouveau vote dans le Laufonnais, au vu des influences exercées par « l'Affaire des caisses noires bernoises ». Des pétitions, du Mouvement laufonnais et de plusieurs communes du district concerné, tournent également. Cinq citoyens laufonnais déposent un recours au Grand Conseil bernois,. De son côté, le Conseil de district du Laufonnais a formulé une requête au Conseil-exécutif bernois afin qu'une enquête plus approfondie soit entreprise et que les fonds versés sans base légale soient remboursés. 
Le Grand Conseil bernois, ainsi que le lui avait recommandé le Conseil-exécutif bernois, décide de ne pas entrer en matière sur le recours déposé par les cinq citoyens laufonnais, ni de donner suite à la pétition du Conseil de district et de refuser la motion de Jürg Schärer. Le Conseil de district entreprend alors des démarches et adresse au Conseil fédéral un nouveau recours afin que celui-ci forme une commission d'enquête indépendante et organise une nouvelle votation. 
L'affaire se retrouve au niveau fédéral; les cinq citoyens qui se portent plaignants déposent leurs recours au Tribunal fédéral : le 20 décembre 1988, le Tribunal fédéral casse finalement la votation du 11 septembre 1983 car il estime que le gouvernement bernois n'avait pas le droit de s'impliquer financièrement dans la campagne référendaire,. Une nouvelle votation doit alors être organisée 
Le référendum a lieu le 12 novembre 1989. Cette fois-ci, les Laufonnais décident de rejoindre Bâle-Campagne. 
| Question                                                                              | Pour  | Pour  | Contre | Contre | Invalide/ blanc | Total | Inscrits | Partici- pation | Résultat |
| Question                                                                              | Votes | %     | Votes  | %      | Invalide/ blanc | Total | Inscrits | Partici- pation | Résultat |
| ------------------------------------------------------------------------------------- | ----- | ----- | ------ | ------ | --------------- | ----- | -------- | --------------- | -------- |
| « Souhaitez-vous que le district de Laufon se rattache au canton de Bâle-Campagne ? » | 4 652 | 51,72 | 4 343  | 48,28  | ?               | ?     | ?        | 93,6%           | Acceptée |
| Source : Chronologie jurassienne                                                      |       |       |        |        |                 |       |          |                 |          |

Cependant, le 5 février 1990, le Grand Conseil bernois accepte un recours déposé contre ce dernier vote et prend la décision d'annuler alors le résultat du vote. Le 16 mars 1990, un recours contre la décision du Grand Conseil bernois de casser la votation du 12 novembre 1989 est déposé au Tribunal fédéral. Le 13 mars 1991, le Tribunal fédéral accepte le recours du 16 mars 1990 et casse la décision du Grand Conseil bernois confirmant ainsi les résultats Laufonnais de la votation du 12 novembre 1989. 
Le 25 juin 1991, le Grand Conseil bernois accepte (par 95 contre 20) la décision du Tribunal fédéral sur le rattachement du district de Laufon au canton de Bâle-Campagne et valide ainsi le scrutin du 12 novembre 1989. 
Le 22 septembre 1991, ce sont les citoyens de Bâle-Campagne qui acceptent une deuxième fois la venue de Laufon dans leur canton. Avec une participation de 39,9 %, 59,3 % des Bâlois se prononce pour, contre 73 % en 1983. 
| Question                                                                              | Pour  | Pour | Contre | Contre | Invalide/ blanc | Total | Inscrits | Partici- pation | Résultat |
| Question                                                                              | Votes | %    | Votes  | %      | Invalide/ blanc | Total | Inscrits | Partici- pation | Résultat |
| ------------------------------------------------------------------------------------- | ----- | ---- | ------ | ------ | --------------- | ----- | -------- | --------------- | -------- |
| « Souhaitez-vous que le district de Laufon se rattache au canton de Bâle-Campagne ? » | ?     | 59,3 | ?      | 40,7   | ?               | ?     | ?        | 39,9%           | Acceptée |

Le 22 novembre 1991, Le Conseil d'État du canton de Bâle-Campagne accepte le rattachement du Laufonnais et le confirmera le 22 février 1992. Le parlement fédéral donne son aval et refuse la demande des élus bernois qui souhaitent que, lors du vote de l'ensemble de la population suisse, la majorité des Laufonnais doive confirmer sa décision de 1983 pour que le changement de canton soit effectif. 
Le 26 septembre 1993, le peuple suisse valide l'adhésion du district de Laufon à Bâle-Campagne. Le « oui » est également majoritaire dans le district de Laufon lui-même. 
| Question | Pour      | Pour | Contre  | Contre | Invalide/ blanc | Total     | Inscrits  | Partici- pation | Cantons pour | Cantons pour | Cantons contre | Cantons contre | Résultat |
| Question | Votes     | %    | Votes   | %      | Invalide/ blanc | Total     | Inscrits  | Partici- pation | Entiers      | Demi         | Entiers        | Demi           | Résultat |
| --- | --------- | ---- | ------- | ------ | --------------- | --------- | --------- | --------------- | ------------ | ------------ | -------------- | -------------- | -------- |
| « Acceptez-vous l'arrêté fédéral sur le rattachement du district bernois de Laufon au canton de Bâle-Campagne ? » | 1 188 941 | 72.2 | 392 893 | 24.8   | 216 713         | 1 798 547 | 4 553 754 | 39.50 %         | 20           | 6            | 0              | 0              | Acceptée |
| source : Chancellerie fédérale ,                                                                                  |           |      |         |        |                 |           |           |                 |              |              |                |                |          |

| Votes« Oui »(75,2 %) |  |  | Votes« Non »(24,8 %) |
| ▲                    |  |  |                      |
| Majorité absolue     |  |  |                      |

Les accords de transfert au canton de Bâle-Campagne ont été signés à Laufon le 25 octobre 1993. Le district de Laufon fait officiellement partie du canton de Bâle-Campagne le 1er janvier 1994. 

## Communes
Le district compte 13 communes :
| Nom               | N° OFS | Population (décembre 2022) |
| ----------------- | ------ | -------------------------- |
| Blauen            | 2781   | +000702,                   |
| Brislach          | 2782   | +001 701,                  |
| Burg im Leimental | 2783   | +000271,                   |
| Dittingen         | 2784   | +000730,                   |
| Duggingen         | 2785   | +001 598,                  |
| Grellingen        | 2786   | +001 926,                  |
| Laufon            | 2787   | +005 906,                  |
| Liesberg          | 2788   | +001 083,                  |
| Nenzlingen        | 2789   | +000464,                   |
| Roggenburg        | 2790   | +000264,                   |
| Röschenz          | 2791   | +001 878,                  |
| Wahlen            | 2792   | +001 542,                  |
| Zwingen           | 2793   | +002 685,                  |
| Total             | Total  | +020 750,                  |